# Juliette (de Sade)

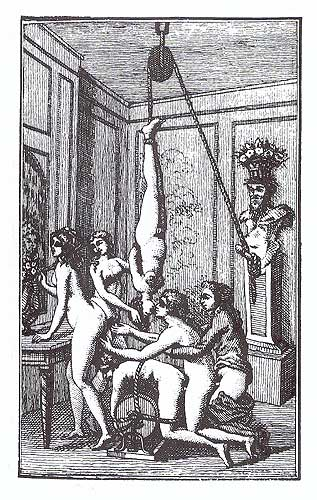
Niederländischer Druck (um 1800) zu de Sades Juliette oder die Vorteile des Lasters.

Juliette oder die Vorteile des Lasters (franz. Originaltitel: L'Histoire de Juliette, ou les Prospérités du Vice) ist der 1796 vom Schriftsteller Marquis de Sade verfasste Folgeroman des Werks mit dem Titel Justine oder das Missgeschick der Tugend. 1797 erschienen anonym beide Romane als zehnbändige Ausgabe mit 4000 Seiten unter dem Titel Die neue Justine oder das Unglück der Tugend, sowie die Geschichte der Juliette, ihrer Schwester (davon sechs Bände Juliette mit 64 pornographischen Illustrationen).
Nach dem Tod der Eltern verlassen die mittellosen Schwestern Justine und Juliette die Klosterschule. Die bisexuelle, grausame und lasterhafte Juliette wird Prostituierte, lernt einflussreiche Freunde kennen, begeht eine Vielzahl von Verbrechen und erlangt Reichtum und Glück. Die tugendhafte Justine hingegen erlebt ein Unglück nach dem anderen und wird von den Menschen gepeinigt und für ihre Moral bestraft.
Der Roman enthält eine Vielzahl von bizarren, sadomasochistischen und mörderischen Szenen, die von weltanschaulichen Einlassungen der handelnden Hauptpersonen unterbrochen werden.

## Résumé
Im Gegensatz zu Justine wird Juliette schon in der Klosterschule verdorben und feiert ihre erste Orgie in den Katakomben des Klosters auf den Särgen der verstorbenen Nonnen. Sie macht als Prostituierte Karriere und freundet sich mit dem verbrecherischen Libertin Noirceuil an, den sie sogar dafür bewundert, dass er ihre Eltern erst ruiniert und dann vergiftet hat. Über Noirceuil lernt sie den Staatsminister Saint-Fond kennen, der auf Staatskosten mit einem lasterhaften Kreis von Gleichgesinnten ständig verbrecherische Sex- und Gewaltorgien feiert, die jeden Monat 30 Frauen zu Tode bringen. Nachdem sie ihren ersten Mord an einer anderen Frau begangen hat, die sich weigerte, mit ihr sexuell zu verkehren, versichert sich der Minister der Dienste Juliettes beim Vergiften seiner Widersacher.
Lady Clairwil, eine weitere Person aus dem Umfeld der verbrecherischen Lüstlinge, wird Juliettes beste Freundin, und über diese erhält sie Zugang zur „Gesellschaft der Freunde des Verbrechens“, die sich satzungsgemäß verpflichten, jede erdenkliche Art von Verbrechen als vergnügliche Sportart zu betreiben.
Nachdem Juliette gezögert hat, sich an einem Plan Saint-Fonds zu beteiligen, zur Sanierung der Staatskasse zwei Drittel der Einwohner des übervölkerten Frankreich dem Hungertod auszuliefern, muss sie aus Paris fliehen und verliert ihren Besitz. Sie heiratet den wohlhabenden Grafen Lorsagne, den sie alsbald vergiftet, und bereist anschließend Italien, wo ihr die verschiedensten verbrecherischen Sensationen aus dem italienischen Gesellschaftsleben vorgeführt werden. Im Apenningebirge macht sie die Bekanntschaft mit dem monströsen Minski, der Juliette das Fleisch ihrer geschlachteten Kammerzofe auf dem Rücken nackter Mädchenleiber serviert und danach eine Hinrichtungsmaschine vorführt, mit der 16 Personen gleichzeitig auf verschiedene Weise zu Tode gebracht werden. In Florenz erlebt sie eine orchestrierte Hinrichtungsaufführung, wo im Takt der Musikbegleitung die Köpfe der Verurteilten rollen. In Rom lernt sie die Prinzessin Borghese als Brandstifterin kennen, die mit polizeilicher Hilfe eine Reihe römischer Krankenhäuser niederbrennt. Der Papst liest für sie eine schwarze Messe, in deren Verlauf er einem Knaben das Herz aus dem Leib reißt und verschlingt. In Neapel trifft sie ihre alte Freundin Clairwil, die dort mit ihrem Bruder Brisa-Testa, einem berüchtigten Räuber, in einem Inzestverhältnis lebt. Der König von Neapel gibt mörderische Theateraufführungen, bei denen pro Vorstellung über tausend Menschen zu Tode gebracht werden. In Venedig eröffnet Juliette mit der Giftmischerin Durand ein Bordell und macht damit ein Vermögen. Nach Streitigkeiten mit dem Dogen von Venedig verliert sie die Hälfte ihres Geldes und begibt sich zurück nach Frankreich, wo ihr alter Freund Noirceuil inzwischen den Minister Saint-Fond beseitigt hat. Nach einer Wiederbegegnung mit ihrer Schwester Justine, die danach vom Blitz erschlagen wird, lebt Juliette noch zehn Jahre in Glück und Reichtum.

## Erläuterung des Inhalts

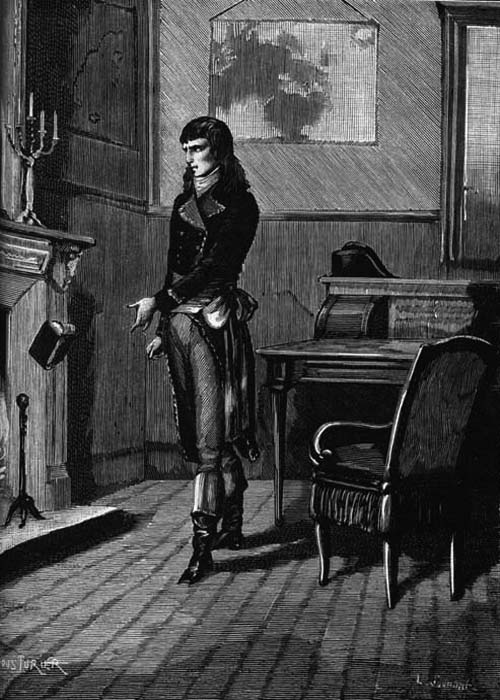
« Il envoya le roman dans les flammes » („Er warf den Roman in die Flammen“).
Napoleon, Erster Konsul und Zensor, übergibt ein Exemplar des Romans L’Histoire de Juliette, ou les Prospérités du vice dem Feuer.
Diese Gravur n°105 stammt aus dem anonymen Buch Le Marquis de Sade, ses aventures, ses œuvres, passions mystérieuses, folies érotiques, 1885, S. 833.

De Sade konnte sich in der Schilderung der italienischen Ereignisse teilweise auf reale Personen und Begebenheiten berufen, die allerdings von ihm übersteigert wurden. Neben persönlichen Reiseeindrücken stand ihm für seine Schilderungen das Werk Geheime und kritische Memoiren und Sitten der größeren Staaten Italiens (1794) von Joseph Gorani zur Verfügung. So wurde z. B. der Königin von Neapel, Marie-Karoline (Königin Charlotte, der Schwester von Marie-Antoinette) ein Verhältnis mit Lady Hamilton zugeschrieben, ferner habe sie mit ihrem Liebhaber unter Verdrängung ihres Gemahls die Macht an sich gerissen. Papst Pius VI. z. B. wurde Verschwendungssucht und ein Inzestverhältnis mit seiner Tochter nachgesagt. Sades Interesse an Italien und vor allem am Papsttum entspricht einer langen Tradition seines Hauses, dessen führende Mitglieder immer wieder dem Papst gedient, einige sich dazu in Italien aufgehalten haben; Sade bricht diese Tradition, indem er die Werte seiner Vorfahren umkehrt.
Daneben wurde Sade von der aus England überschwappenden neuen Mode des Schauerromans beeinflusst, was die schwarze Romantik mancher Episoden erklärt, z. B. die unheimliche Begebenheit mit dem monströsen Menschenfresser Minski.
In Form seines Episodenromans stellt de Sade eine vorrevolutionäre Raubtiergesellschaft von Amoralisten vor. Korruption, Geilheit und Geldgier regierten das Ancien Régime. Doch darüber hinaus beinhaltet die Sicht de Sades einen Hang zum Anarchismus, den Individualismus der allein ihrer Triebhaftigkeit folgenden Subjekte auf die Spitze zu treiben. Auch die Despoten können sich nicht mehr ihres Lebens sicher sein, denn außer dem Naturrecht, als dem Recht des Stärkeren, wird keine ordnende Hand der Welt anerkannt. Jeder Verbrecher kann jederzeit von einem nachfolgenden größeren Schurken beseitigt werden. Eine kleine Unachtsamkeit nur, wenn Juliette in einer Schrecksekunde angesichts des Vorschlags erbleicht, die Bevölkerung Frankreichs entscheidend und nachhaltig zur Sanierung des Staatshaushalts zu dezimieren, reichen dem Staatsminister Saint-Fond, in ihr eine todeswürdige Schwäche auszumachen, die seine Mordlust entfacht. Auch die Herrenmenschen müssen im Kampf ums Dasein wie die Fliegen untergehen. Noirceuil beseitigt Saint-Fond, weil der ihm zu gefährlich geworden ist; die Brandstifterin Prinzessin Borghese wird in einer Laune Juliettes in den Vesuv gestürzt, weil sie ihr nicht böse genug erscheint. Clairwil, die beste Freundin, wird vergiftet. Ein Mord kann auch l'art pour l'art geschehen, ganz ohne materiellen Zweck; kein Zweckrationalismus darf über dem obersten Prinzip des naturhaft Bösen stehen, das den triebhaften Menschen beherrscht.

## Philosophische Einflüsse
Einige der in dem Werk verwendeten Passagen wurden übernommen aus L'Enfer détruit ou Examen raisonné du dogme de l'éternité des peines und Théologie portative ou Dictionnaire abregé de la religion chrétienne des Paul Henri Thiry d’Holbach.

## Rezeption
Max Horkheimer und Theodor W. Adorno bezogen sich in ihrer Dialektik der Aufklärung auf Juliette.

### Primärliteratur
- Marquis de Sade, Justine und Juliette, 10 Bände, Matthes & Seitz, München 1990–2002. – Ausführlich kommentierte Neuübersetzungen.
- Marquis de Sade, Juliette oder die Vorteile des Lasters, ISBN 3-548-30221-1, Ullstein, o. O. 1989.
- Marquis de Sade, Ausgewählte Werke I–III, o. V., Hamburg 1962–1965.

### Sekundärliteratur
- Anonymus: Le Marquis de Sade, ses aventures, ses oeuvres, passions mystérieuses, folies érotiques. Anthème Fayard, Paris 1885. (Eine Biographie mit 116 Gravuren, Beschreibung im Katalog der BnF).
- Horkheimer/Adorno: Dialektik der Aufklärung (Erstv. 1947), Fischer, Frankfurt a. M. 1969, Kapitel „Juliette oder Aufklärung und Moral“, S. 74–107.
- Otto Flake: Marquis de Sade. Mit einem Anhang über Rétif de la Bretonne. Mit 2 Nekrologen auf Otto Flake von Rolf Hochhuth, ungekürzte Ausgabe dtv 379, München 1966, Kapitel „Juliette“, S. 64–72.